# Platyrhacus weberi
Platyrhacus weberi är en mångfotingart som beskrevs av Pocock 1894. Platyrhacus weberi ingår i släktet Platyrhacus och familjen Platyrhacidae. Inga underarter finns listade i Catalogue of Life.